# William Darby
William Orlando Darby (ur. 8 lutego 1911 w Fort Smith, zm. 30 kwietnia 1945 w Torbole) – amerykański wojskowy, brygadier, twórca i dowódca oddziałów rangersów w czasie II wojny światowej

## Życiorys
Urodził się w Fort Smith w stanie Arkansas, gdzie ukończył Belle Grove School i Fort Smith Senior High School.
W 1929 roku wstąpił do Akademii Wojskowej w West Point, którą ukończył w dniu 13 czerwca 1933 roku. Następnie rozpoczął służbę stopniu podporucznika w 1 batalionie 82 pułku artylerii polowej 1 Dywizji Kawalerii w Fort Bliss. W trakcie służby ukończył liczne kursy doskonalące, w tym także wykonywania morskich działań desantowych.
W listopadzie 1941 roku otrzymał przeniesienie na Hawaje, lecz atak na Pearl Harbor spowodował, że tam nie dotarł. Otrzymał wtedy przydział do 34 Dywizji Piechoty i wraz z nią udał się 15 stycznia 1942 roku do Irlandii Północnej. 27 stycznia 1942 roku został adiutantem dowódcy US Army Northern Ireland gen. mjr. Russella Hartle’a (wcześniej dowódcy 34 Dywizji Piechoty).
W dniu 8 czerwca 1942 roku został wyznaczony na dowódcę 1 Batalionu Rangersów i rozpoczął jego tworzenie na podobnych zasadach jak brytyjskie oddziały komandosów. Jako początek istnienia oddziału uznano dzień 19 czerwca 1942 roku. Następnie jako dowódca tego batalionu wziął udział w operacji Torch, podczas której dowodził desantem w rejonie portu Arzew. Następnie, od lutego do maja 1943 roku, uczestniczył w walkach na terenie Tunezji.
Po zakończeniu kampanii tunezyjskiej otrzymał polecenie stworzenia dalszych jednostek rangersów i 21 czerwca został dowódcą zgrupowania rangersów w Afryce Północnej, składającego się z 1, 3, 4 batalionu rangersów i 83 Chemical Mortar Battalion, oznaczonego jako Ranger Force, a nieoficjalnie zwanego Darby’s Rangers. Dowodził tym zgrupowanie w czasie walk na Sycylii, podczas desantu pod Salerno i desantu pod Anzio.
W dniu 16 lutego 1944 roku został dowódcą 179 pułku piechoty 45 Dywizji Piechoty, a następnie w kwietniu 1944 roku wrócił do Stanów Zjednoczonych, gdzie pracował w Wydziale Operacyjnym w Sztabie Generalnym Departamentu Wojny.
W dniu 29 marca 1945 roku na własną prośbę powrócił do Włoch, gdzie został zastępcą dowódcy 10 Dywizji Górskiej. W dniu 30 kwietnia 1945 roku został śmiertelnie raniony odłamkiem pocisku, który wybuchł obok stanowiska dowodzenia 10 Dywizji Górskiej w Torbole.
W dniu śmierci jego nazwisko znalazło się na liście oficerów rekomendowanych do awansu. Sekretarz wojny H. Stimson wbrew zasadom nie wycofał jednak nominacji i Darby został awansowany pośmiertnie do stopnia generała majora.
Początkowo został pochowany na cmentarzu wojennym w Cisterna, wśród żołnierzy poległych w czasie desantu pod Anzio. Później jego ciało zostało ekshumowane i w dniu 11 marca 1949 roku pochowane na cmentarzu Fort Smith National Cemetery.

## Awanse
- podporucznik (Second Lieutenant) (13 czerwca 1933)
- porucznik (Lieutenant)
- kapitan (Captain) (1 października 1940)
- major (Major) (1942)
- podpułkownik (Lieutenant Colonel) (1943)
- pułkownik (Colonel) (1943)
- brygadier (Brigadier General) (pośmiertnie, 15 maja 1945)

## Odznaczenia
- Krzyż za Wybitną Służbę (dwukrotnie)
- Medal Sił Lądowych za Wybitną Służbę
- Srebrna Gwiazda
- Legia Zasługi
- Brązowa Gwiazda
- Purpurowe Serce (trzykrotnie)
- Krzyż Wojenny
- Order Kutuzowa kl. III (ZSRR)
- Distinguished Service Order (Wielka Brytania)